# La Cruz (Coahuila)
La Cruz es una localidad del estado mexicano de Coahuila. Es parte del municipio de Frontera.

## Demografía
| Censo | Población |
| ----- | --------- |
| 2010  | 1 672     |
| 2020  | 1 905     |